# Kaufland
Kaufland es una empresa de hipermercados con sede en Neckarsulm (Alemania). En la actualidad cuenta con unas 1300 tiendas y está presente en siete países, además de Alemania (Polonia, República Checa, Rumania, Eslovaquia, Bulgaria, Croacia y Moldavia). Junto a Lidl es una filial de Schwarz Gruppe. En conjunto, Kaufland y Lidl son los mayores minoristas de alimentación de Europa, con unas ventas anuales de 104.000 millones de euros (2018).

## Galería

### Tiendas por país

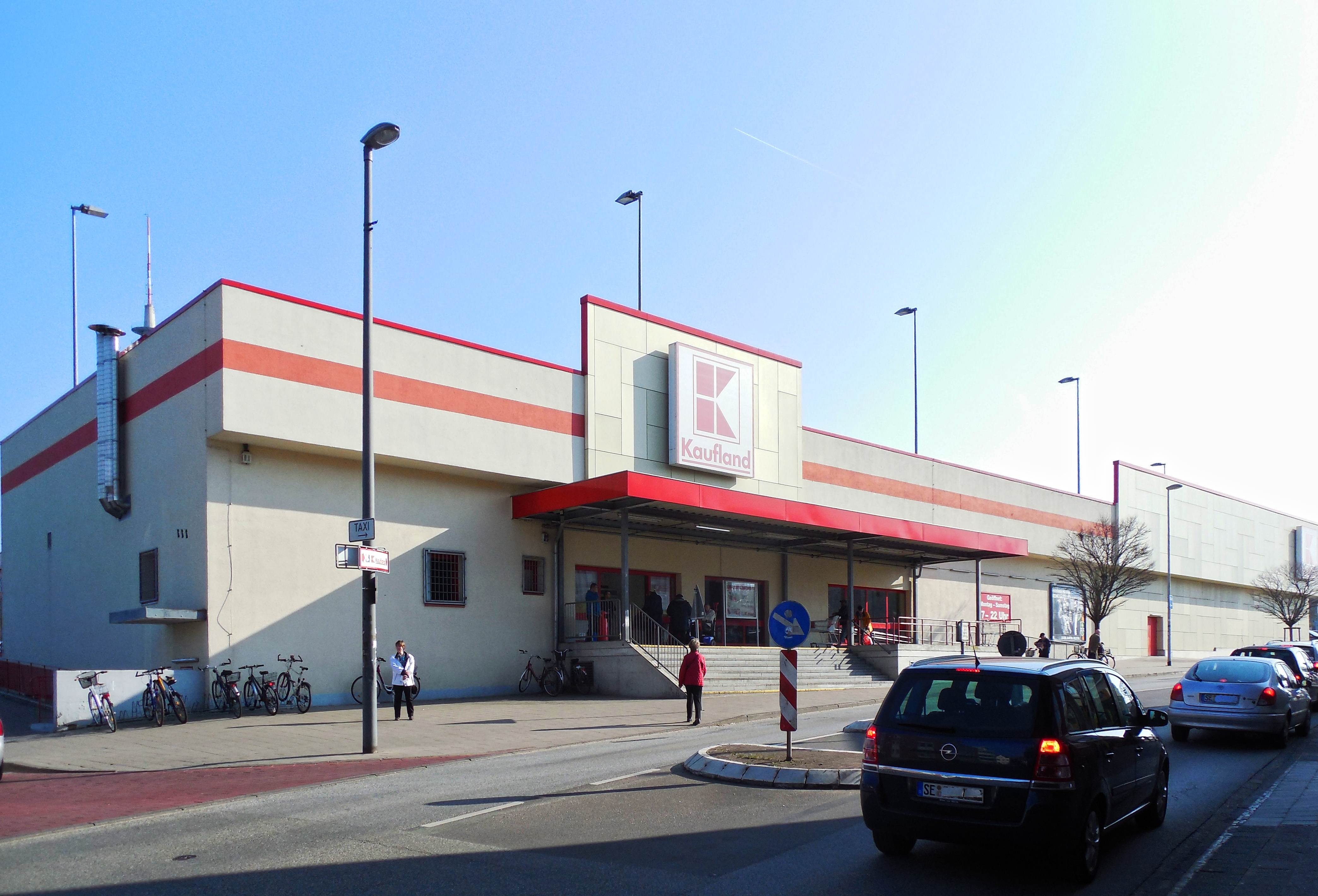
Kaufland en Bad Segeberg, Alemania.
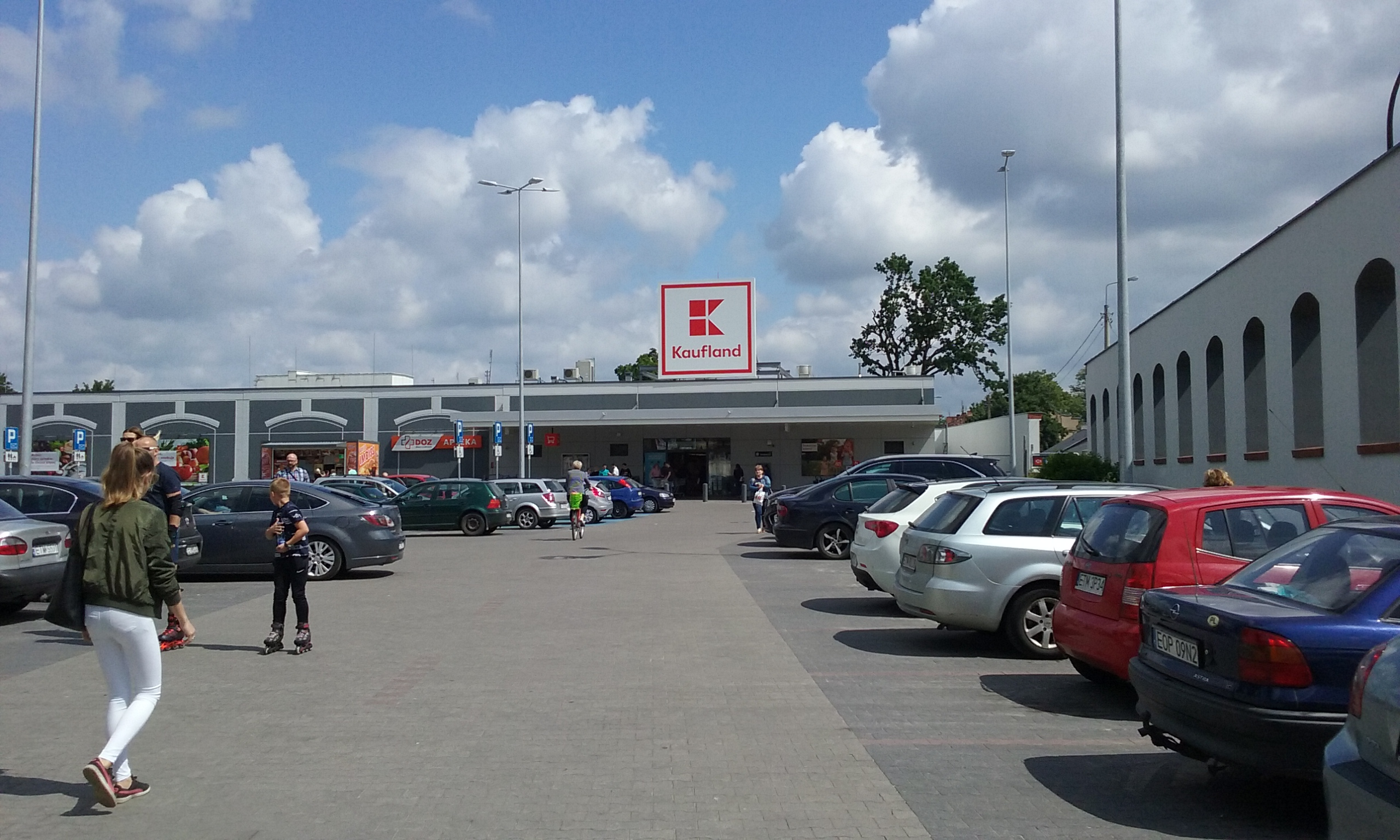
Kaufland en Tomaszów Mazowiecki, Polonia.
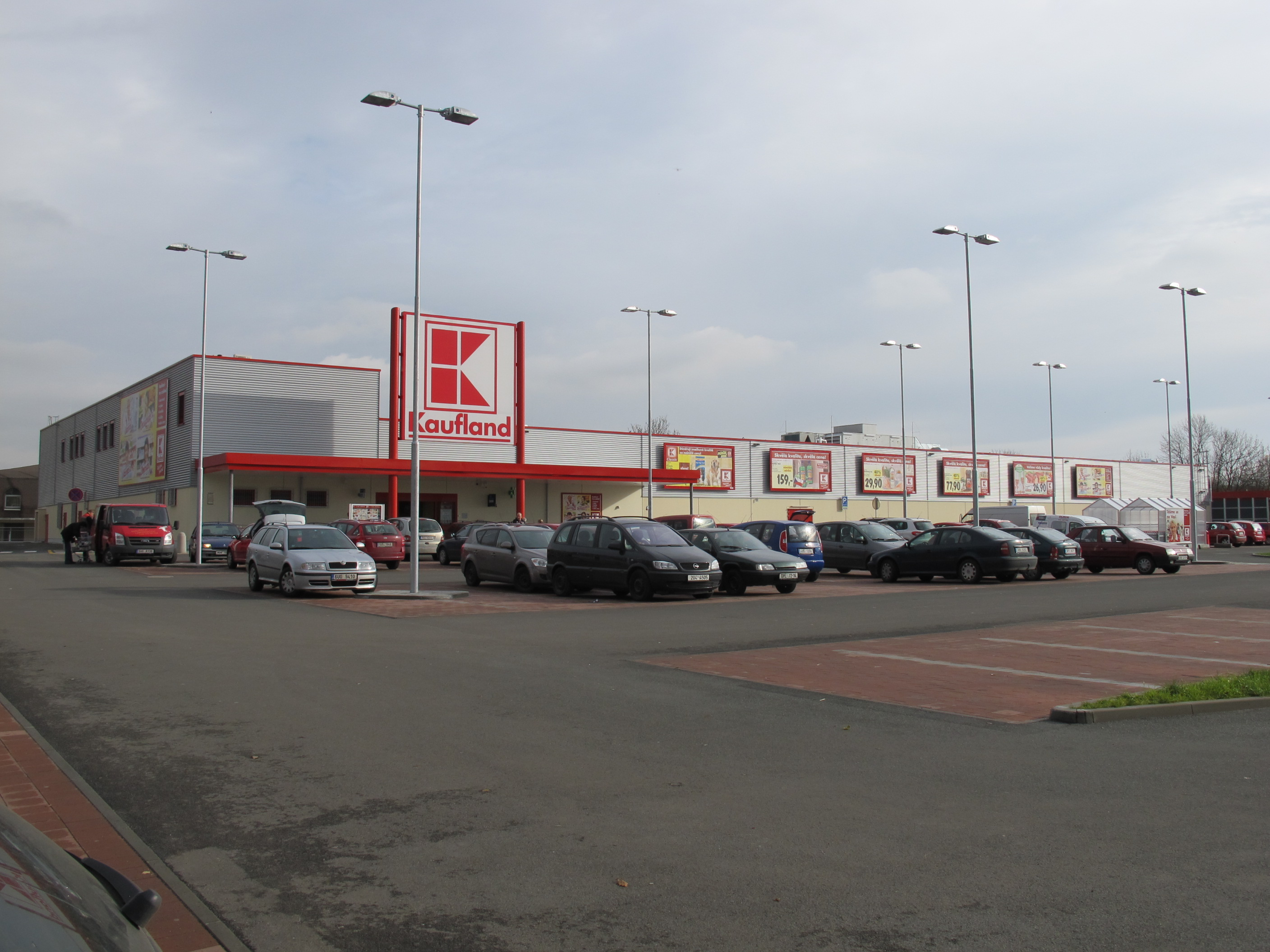
Kaufland en Litvínov, República Checa.
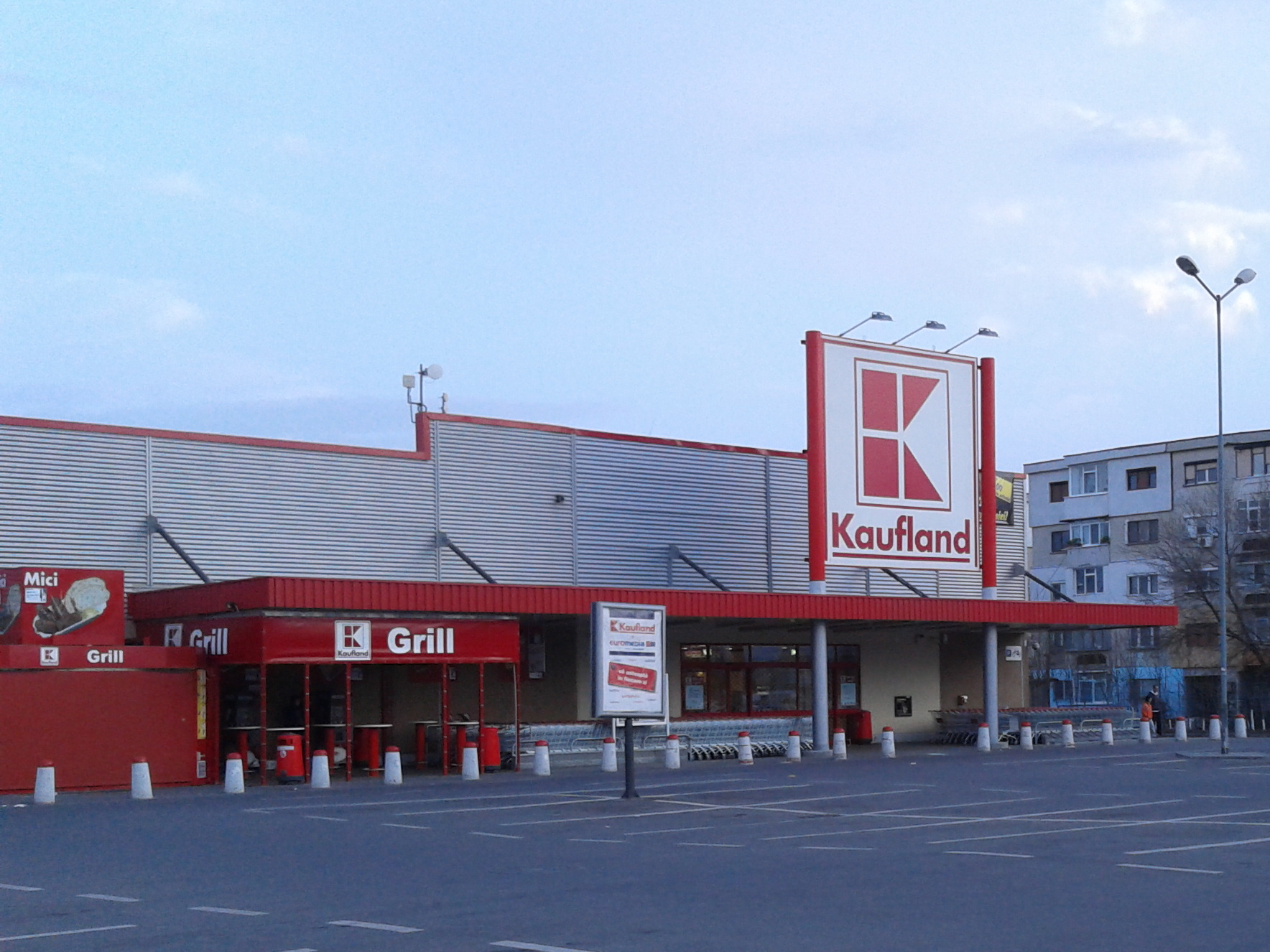
Kaufland en Galați, Rumania.
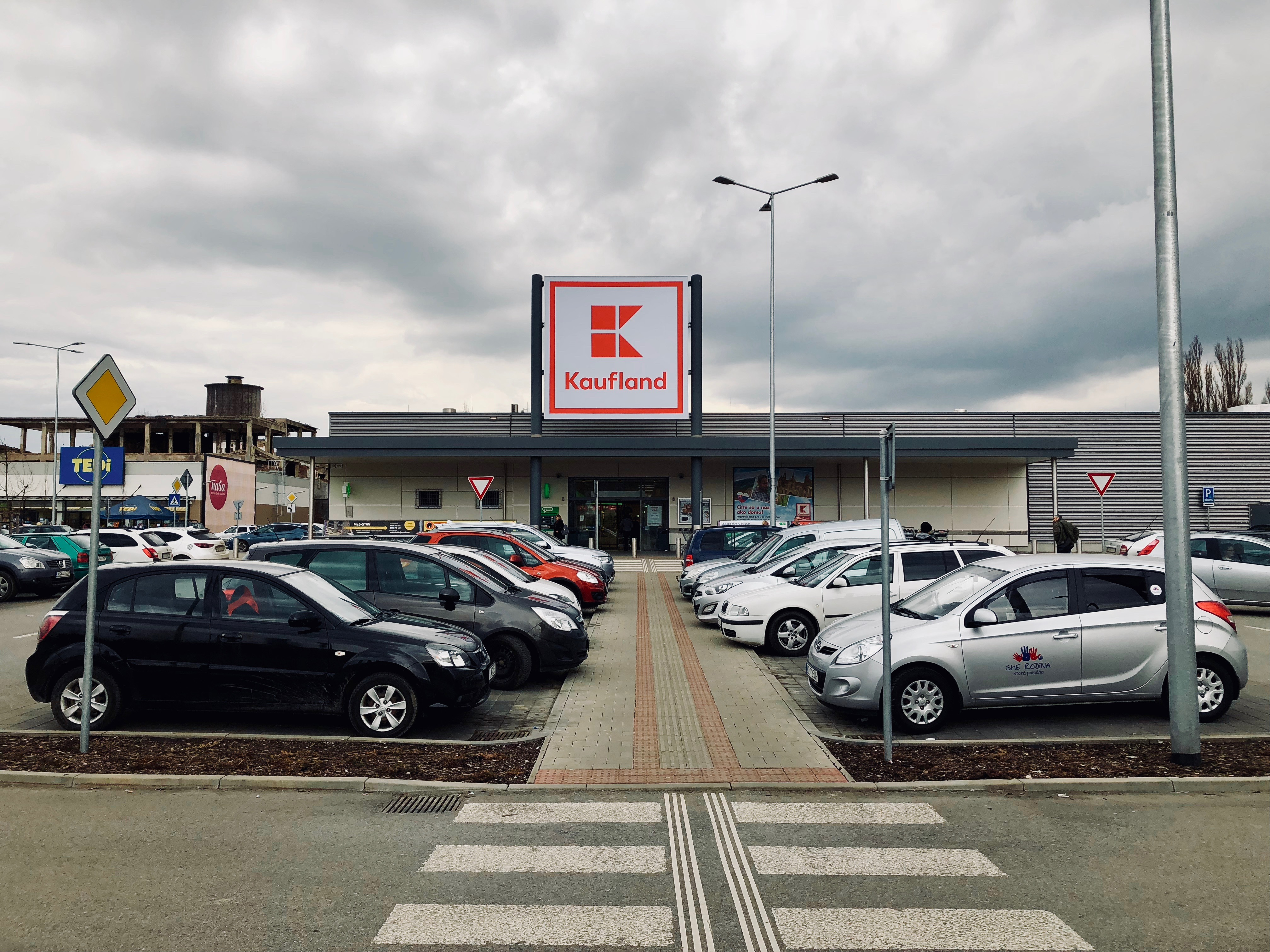
Kaufland en Košice, Eslovaquia.
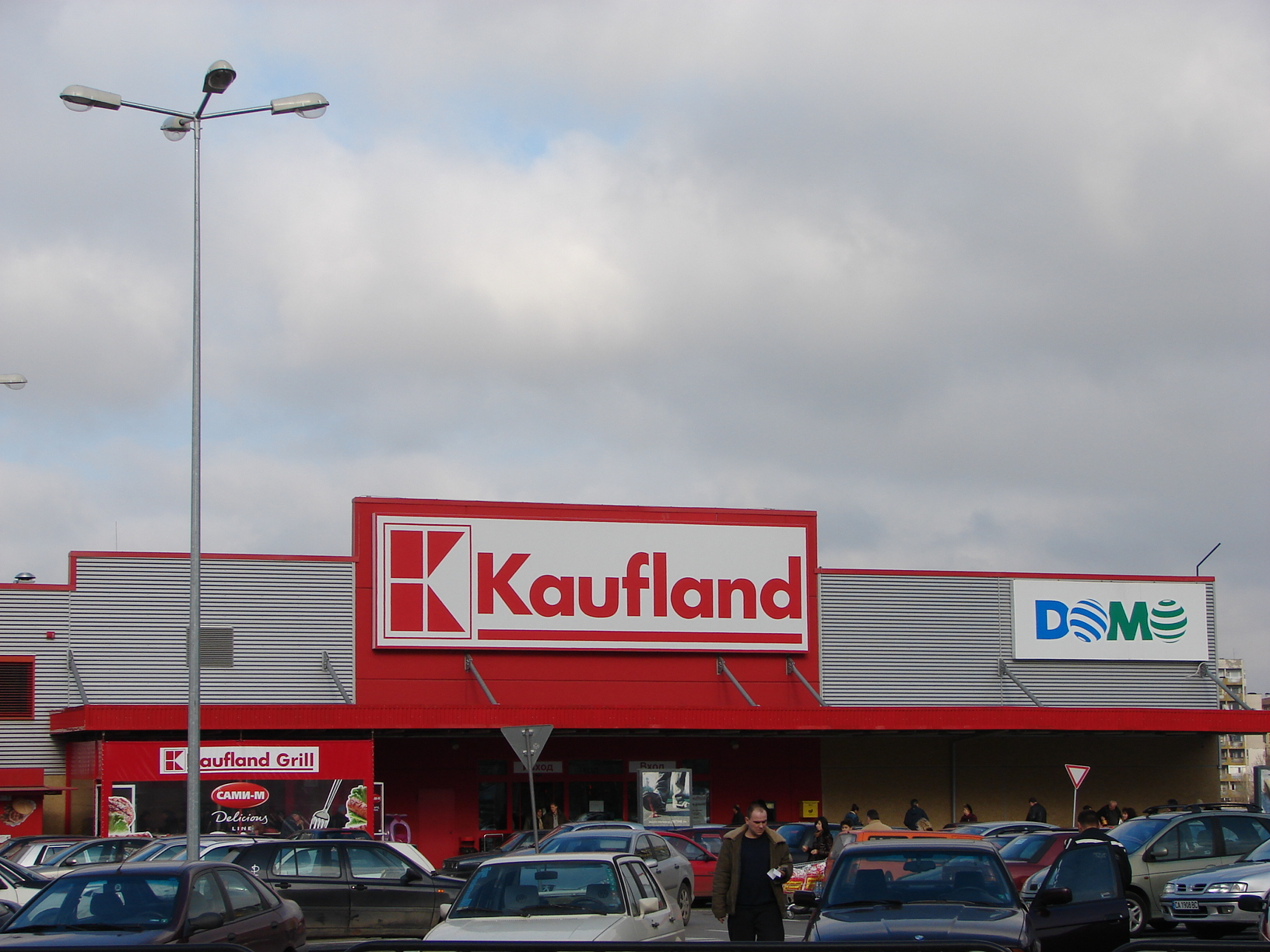
Kaufland en Sofía, Bulgaria.
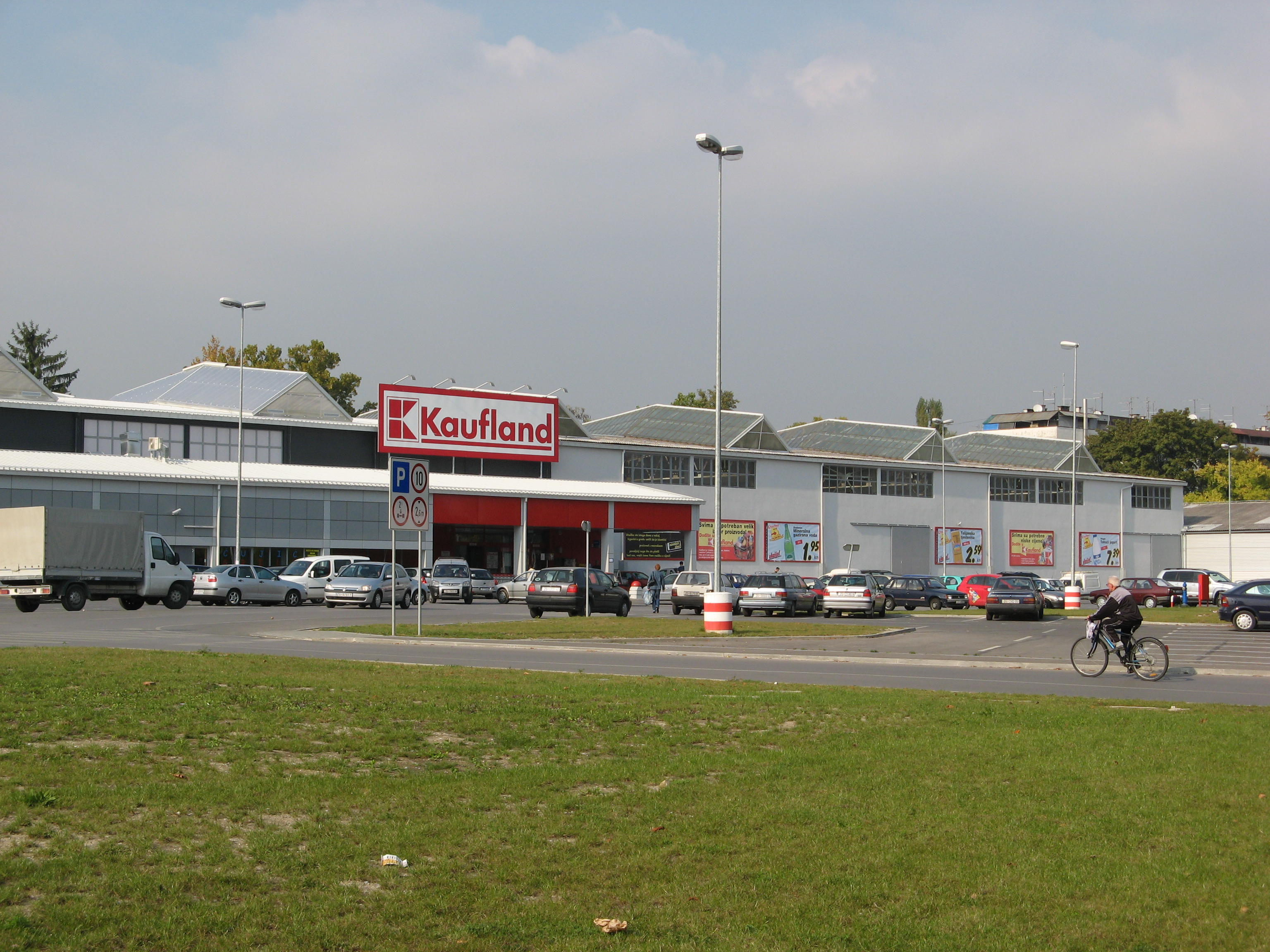
Kaufland en Zagreb, Croacia.